# خيضبان جوالب (المخادر)

تعديل مصدري - تعديل

خيضبان جوالب محلة تابعة لقرية عفينة، التابعة لعزلة المعشار بمديرية المخادر إحدى مديريات محافظة إب في الجمهورية اليمنية، بلغ تعداد سكانها 80 حسب تعداد اليمن لعام 2004.